# ナイジェリアの港湾
ナイジェリアの港湾（ナイジェリアのこうわん、英語: Ports and harbours in Nigeria）は、ナイジェリアにおける港湾について記す。

## 一覧
- アパパ港（アパパ（英語版））
- ラゴス港（ラゴス）
- ポートハーコート港（英語版）（ポートハーコート）
- ワリ港（ワリ）
- ボニー港（ボニー（英語版））
- ブラス港（ブラス（英語版））
- ブルツ港（ブルツ（英語版））
- カラバル港（カラバル）
- デゲマ港（デゲマ（英語版））
- フォルカドス港（フォルカドス（英語版））
- ココ港（ココ（英語版））
- サペレ港（サペレ（英語版））

- オクリカ港（Okrika）
- オンネ港（Onne）
- レッキ港（Lekki Port）（Lekki）
- ティンカンアイランド港（Tin Can Island Port）